# História das Ilhas Salomão

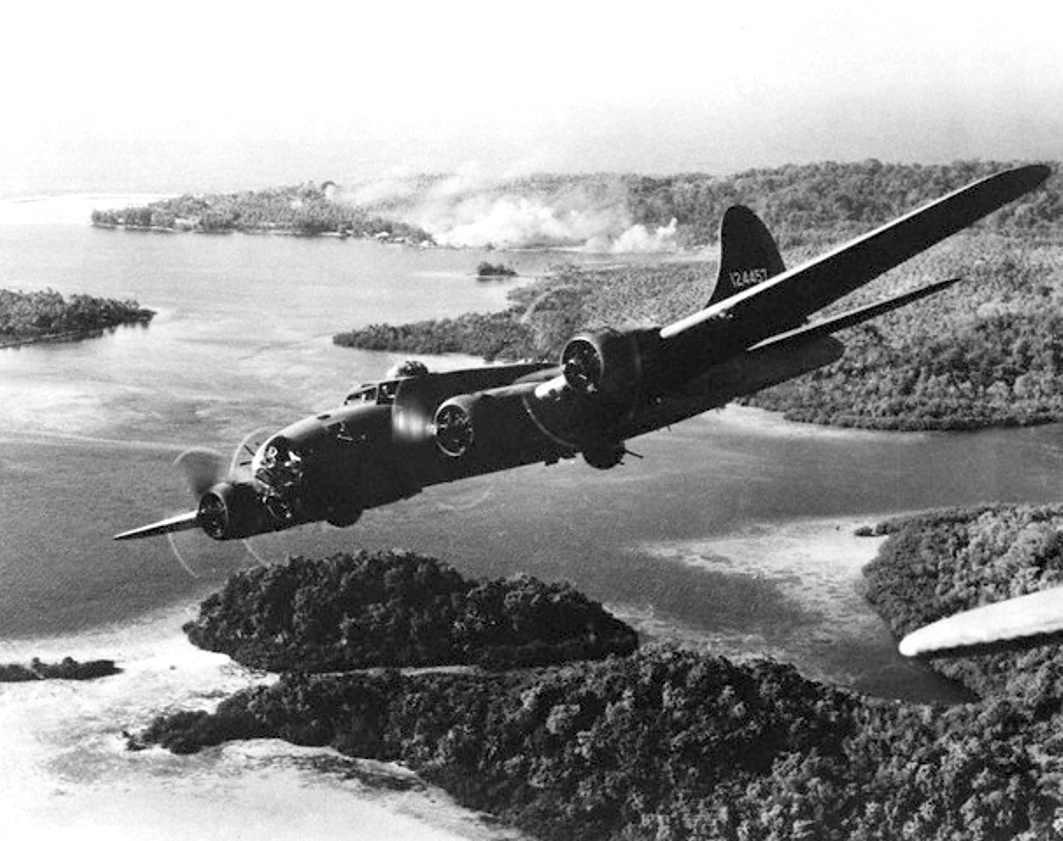
Bombardeiro B-17 a sobrevoar uma das ilhas

O Reino Unido estabeleceu um protectorado nas Ilhas Salomão na década de 1890. Alguns dos mais violentos combates na II Guerra Mundial ocorreram nestas ilhas. O auto-governo foi alcançado em 1976 e a independência foi concedida a 7 de Julho de 1978. Os problemas atuais são a corrupção, as relações ligadas à terra, o défice governamental, a desflorestação e o controle da malária.
A longa turbulência civil levou a uma quebra quase total da atividade normal: os funcionários públicos permaneceram com salários em atraso durante meses, e as reuniões do governo tiveram de ser realizadas em segredo para impedir a interferência de senhores da guerra locais. As forças de segurança foram incapazes de reassumir o controle, em grande medida porque muitos dos membros da polícia e de outras forças de segurança estão associados a um ou outro dos grupos rivais.
Em Julho de 2003 o Governador Geral das Ilhas Salomão lançou um pedido oficial de ajuda à comunidade internacional, que foi depois apoiado pelo governo. Um contingente de segurança internacional de 2 200 polícias e militares, liderado pela Austrália e pela Nova Zelândia, e integrando representantes de outras 20 nações do Pacífico, começou a chegar no mês seguinte ao abrigo da Operação Helpem Fren. A contribuição australiana é conhecida como Operação Ânodo.